# 2191 Уппсала
2191 Уппса́ла (2191 Uppsala) — астероїд головного поясу, відкритий 6 серпня 1977 року.
Тіссеранів параметр щодо Юпітера — 3,223.
Названо на честь Уппсала (швед. Uppsala) — четвертого за населенням міста Швеції.